# Солтык, Тадеуш
Тадеуш Солтык (пол. Tadeusz Sołtyk; 30 августа 1909 — 14 июля 2004) — польский авиаконструктор и инженер, получивший широкую известность за разработку польского реактивного учебного самолёта PZL TS-11 Iskra

## Биография
Отучившись на отделении механики Варшавского технологического университета в 1934 году, Солтык стал работать конструктором на государственном авиационном заводе (PZL). Работая на заводе в Варшаве, он принимал участие в разработке таких самолётов, как лёгкий бомбардировщик PZL 23 Karaś и его потенциальный преемник PZL.46 Sum. В 1939 году он стал помощником главного конструктора завода PZL Станислава Праусса.
Во время вторжения немецких и советских войск на территорию Польши в 1939 году он сражался в рядах действующей польской армии в боях под Коцком. Там он попал в плен, из которого тем не менее сбежал и укрылся в деревне.
После того, как восток Польши был освобождён от частей Вермахта, Солтык в 1944 году создал в Люблине Экспериментальный авиазавод (LWD). При этом он стал ещё и главным конструктором на созданном им заводе. В 1949 году Солтык начал работать в Институте авиации в Варшаве, а уже в 1952 году он возглавил только что образованное конструкторское бюро при институте.
В 1955 году он при нём начались испытательные полёты прототипа учебного самолёта PZL TS-8 Bies, разработанного Солтыком. Серийное производство данного самолёта было запущенно в 1957 году. На этом самолёте было установлено три мировых рекорда в своём классе. Данный успех существенно помог Солтыку в его работе над первым реактивным польским самолётом PZL TS-11 Iskra, испытательные полёты которого состоялись в 1960 году. Iskra стал основным учебным самолётом в ВВС Польши, а также экспортировался в Индию. Он до сих пор эксплуатируется военно-воздушными силами Польши.
В 1967 году Тадеуш Солтык начал работу в Промышленном институте автоматизации и измерений, который специализируется на системах автоматизации для кораблей. После этого он уже не возвращался к авиаконструкторской деятельности. В 1992 году Солтык ушёл на пенсию.
Тадеуш Солтык читал лекции в технологических университетах Лодзя, Гданьска и Варшавы, а также в Военно-технической академии.
Умер Солтык в 2004 году в возрасте 94 лет. Похоронен в некрополе Старые Повонзки